# Kōhei Horikoshi
Kōhei Horikoshi (jap. 堀越 耕平 Horikoshi Kōhei; ur. 20 listopada 1986 w prefekturze Aichi) – japoński mangaka, znany przede wszystkim z serii My Hero Academia – Akademia bohaterów, wydawanej w magazynie „Shūkan Shōnen Jump” wydawnictwa Shūeisha. Horikoshi jest absolwentem Liceum Toho oraz Uniwersytetu Artystycznego w Nagoi. Był również asystentem Yasukiego Tanaki, twórcy serii Summer Time Rendering.

Podpis Kōheia Horikoshiego

Horikoshi stwierdził, że w dzieciństwie jego ulubionymi mangami były Dragon Ball, One Piece i Naruto. Jest także fanem amerykańskich komiksów o superbohaterach, w szczególności Marvel Comics.

## Twórczość
- Tenko (jap. テンコ) (2007)[1]
- Boku no Hero (jap. 僕のヒーロー Boku no hīrō) (2008)[7]
- Shinka Rhapsody (jap. 進化ラプソディ Shinka rapusodi) (2008)[8]
- Ōmagadoki dōbutsuen (jap. 逢魔ヶ刻動物園) (2010–2011)[9][10]
- Sensei no Bulge (jap. 戦星のバルジ Sensei no baruji) (2012)[11][12]
- My Hero Academia – Akademia bohaterów (jap. 僕のヒーローアカデミア Boku no hīrō akademia) (2014–2024)[2][13]

## Nagrody i nominacje
| Rok  | Nagroda                                         | Kategoria                    | Nominacja        | Rezultat  | Źródło |
| ---- | ----------------------------------------------- | ---------------------------- | ---------------- | --------- | ------ |
| 2015 | 1. Next Manga Award                             | Manga drukowana              | My Hero Academia | Wygrana   | [ 14 ] |
| 2015 | 8. Manga Taishō                                 | Manga Taishō                 | My Hero Academia | Nominacja | [ 15 ] |
| 2016 | 40. Nagroda Kōdansha Manga                      | Najlepsza shōnen-manga       | My Hero Academia | Nominacja | [ 16 ] |
| 2017 | Japan Expo Awards                               | Daruma d’Or Manga            | My Hero Academia | Wygrana   | [ 17 ] |
| 2017 | Japan Expo Awards                               | Najlepszy shōnen             | My Hero Academia | Nominacja | [ 18 ] |
| 2017 | 3. Sugoi Japan Award                            | Najlepsza manga              | My Hero Academia | Wygrana   | [ 19 ] |
| 2017 | 44. Międzynarodowy Festiwal Komiksu w Angoulême | Najlepszy komiks młodzieżowy | My Hero Academia | Nominacja | [ 20 ] |
| 2017 | 23. Salón del Manga de Barcelona                | Najlepsza shōnen-manga       | My Hero Academia | Wygrana   | [ 21 ] |
| 2018 | Japan Expo Awards                               | Najlepszy shōnen             | My Hero Academia | Wygrana   | [ 22 ] |
| 2018 | 30. Nagroda Harveya                             | Najlepsza manga              | My Hero Academia | Nominacja | [ 23 ] |
| 2018 | 24. Salón del Manga de Barcelona                | Najlepsza shōnen-manga       | My Hero Academia | Wygrana   | [ 24 ] |
| 2019 | 31. Nagroda Harveya                             | Najlepsza manga              | My Hero Academia | Wygrana   | [ 25 ] |
| 2020 | 7. Międzynarodowy Festiwal Komiksu w Angoulême  | Najlepszy komiks młodzieżowy | My Hero Academia | Nominacja | [ 26 ] |